# Cattedrale di Santa Maria (Alghero)
La cattedrale di Santa Maria Immacolata è la cattedrale della diocesi di Alghero-Bosa.
Risalente a partire dal XVI secolo, si trova nel centro storico della città, di cui è uno dei principali monumenti.

## Storia

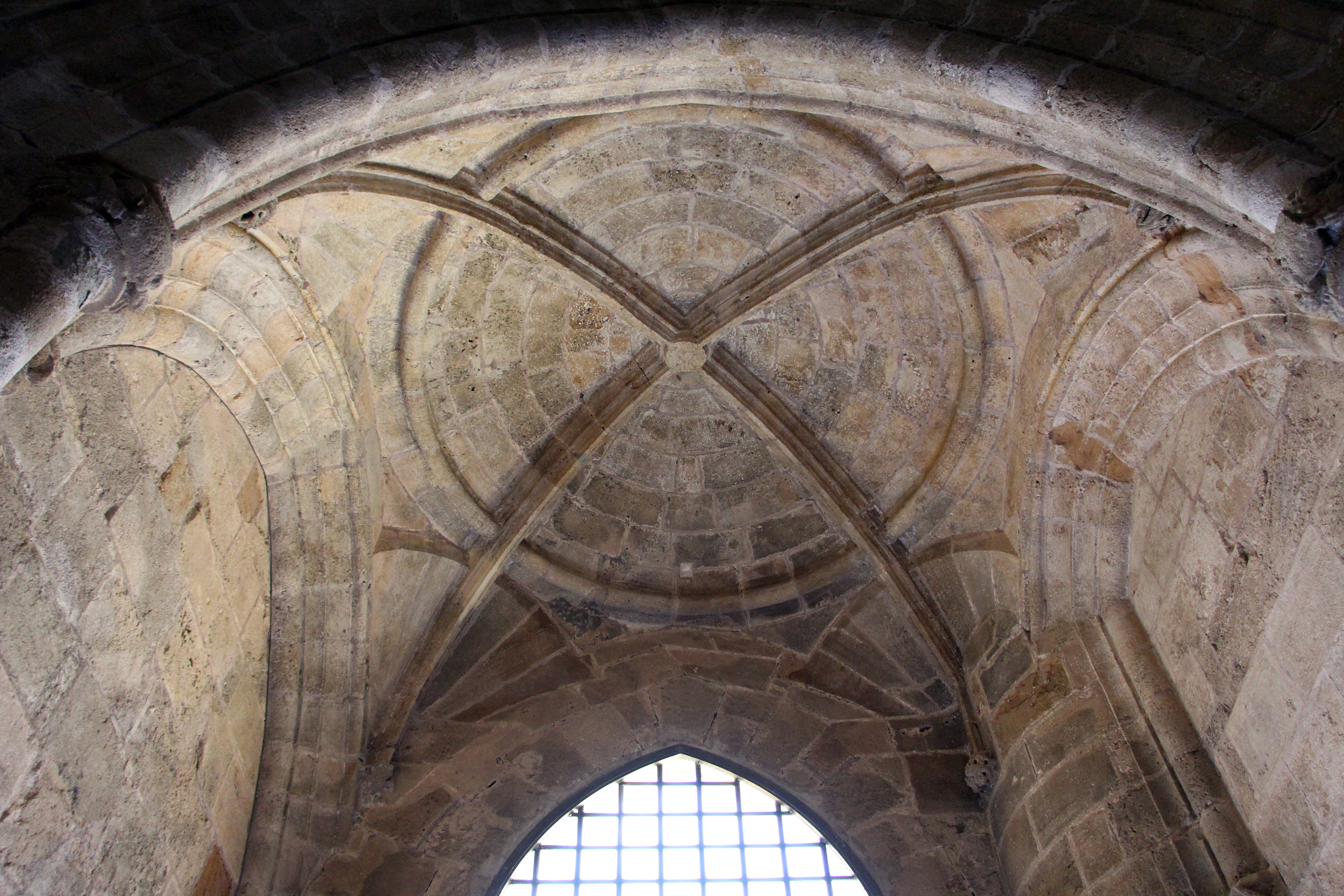
Volta alla base del campanile

Nel 1503 il papa Giulio II promulgò una bolla con cui si attuava una profonda revisione delle diocesi sarde, fortemente voluta dal sovrano Ferdinando II.
Le tre piccole diocesi di Castro, Bisarcio e Ottana vennero unite e incorporate nella nuova diocesi di Alghero.
Alghero, elevata al rango di città nel 1501, era allora priva di un tempio abbastanza grande da fungere da cattedrale e i vescovi della nuova diocesi non vi risiedettero sino agli anni '30 del XVI secolo, epoca a cui si fa risalire l'inizio della fabbrica del Duomo. La durata notevole della sua costruzione si rileva nella commistione notevole di stili, anche se può considerarsi prevalente il gotico catalano.
Entro il 1550 erano probabilmente conclusi l'area dell'abside con il coro e le cinque cappelle radiali e il soprastante campanile, a canna ottagonale, con il sottostante portale. 
Nel corso degli anni '50 del XVI secolo, la costruzione proseguì ad opera dell'architetto militare Rocco Cappellino, cremonese, che applicò al tempio elementi tardorinascimentali visibili nell'ultima cappella a sin delle cinque cappelle radiali, nell'ampia aula longitudinale divisa in tre navate e nel vasto transetto. Il Duomo era aperto al culto, anche se non terminato, nel 1593, quando vi si celebrarono alcune ordinazioni sacerdotali.
Dopo la copertura dell'aula in stile rinascimentale, nel 1638 si provvedette alla copertura del transetto e alla costruzione della cupola ottagonale sopra il presbiterio.
Nel 1730 la chiesa, dopo essere stata ornata da artistici arredi marmorei, venne riconsacrata e solo nel 1862 si costruì la nuova facciata neoclassica in sostituzione di quella tardorinascimentale.

## Descrizione

### Esterno

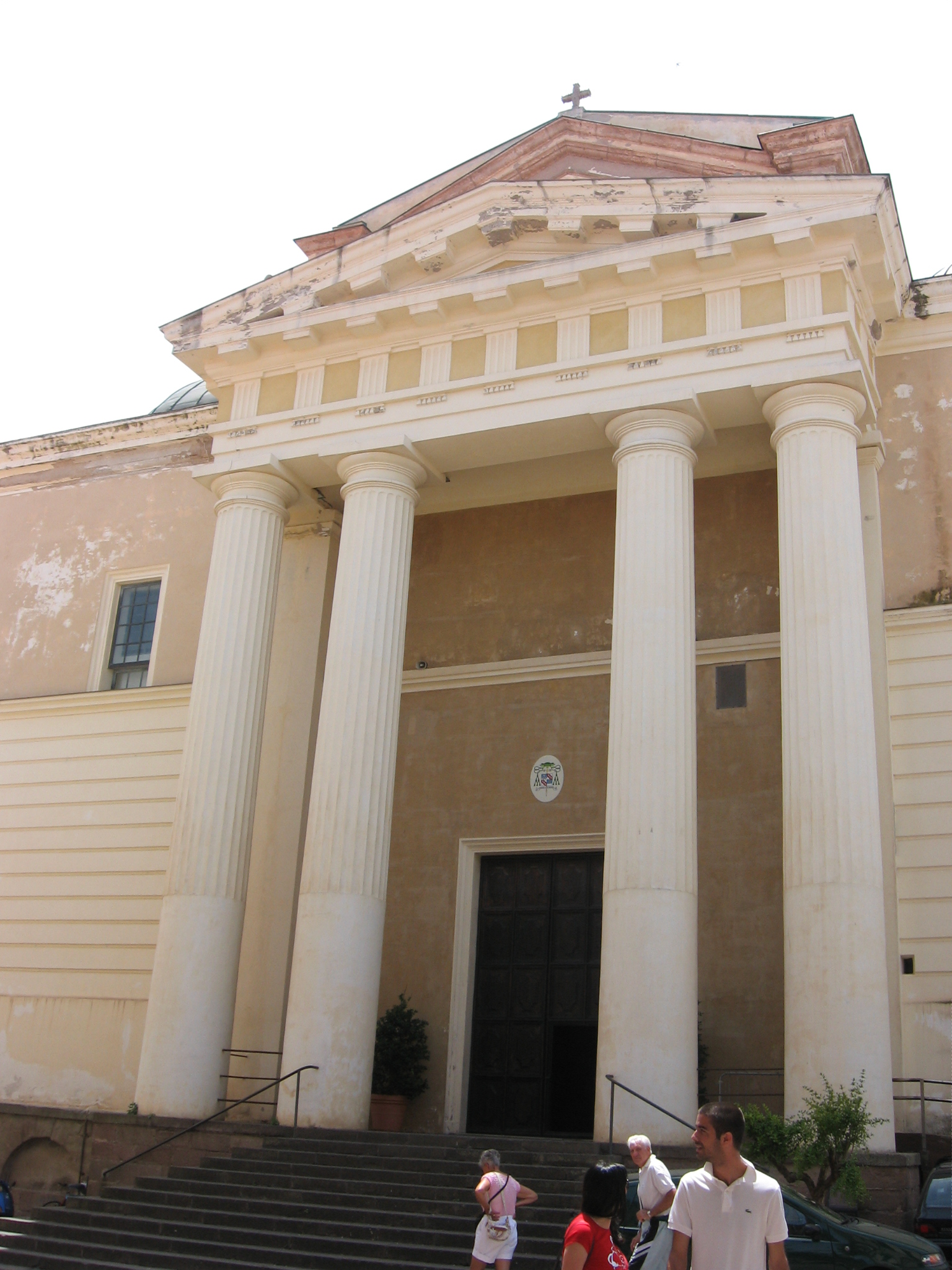
La facciata neoclassica

L'esterno della cattedrale è caratterizzato principalmente dall'alta torre campanaria, uno dei simboli di Alghero, che spicca nel panorama urbano del centro storico. La torre, sul retro della chiesa, fa parte della prima fase di costruzione dell'edificio, è in stile tardogotico, con la canna a sezione ottagonale, diverse aperture ad arco ogivale sui lati, e, dopo una balaustra lungo la quale archi e pinnacoli si alternano, è coronata con una slanciata guglia di forma piramidale comune in Catalogna rivestita di maioliche policrome. Alla base del campanile si apre il portale che lo collega alla cappella centrale del deambulatorio. È in stile fiorito, con colonnine sormontate da archetti ogivali, decorato da sfere e piccoli gigli scolpiti nella pietra.
L'ingresso principale si trova sulla piccola piazza del Duomo, dove si affaccia il prospetto ottocentesco in stile neoclassico. Presenta un monumentale pronao classico, dotato di un timpano triangolare retto da quattro colonne di ordine dorico sorrette da un alto stilobate con scalinata centrale.

### Interno

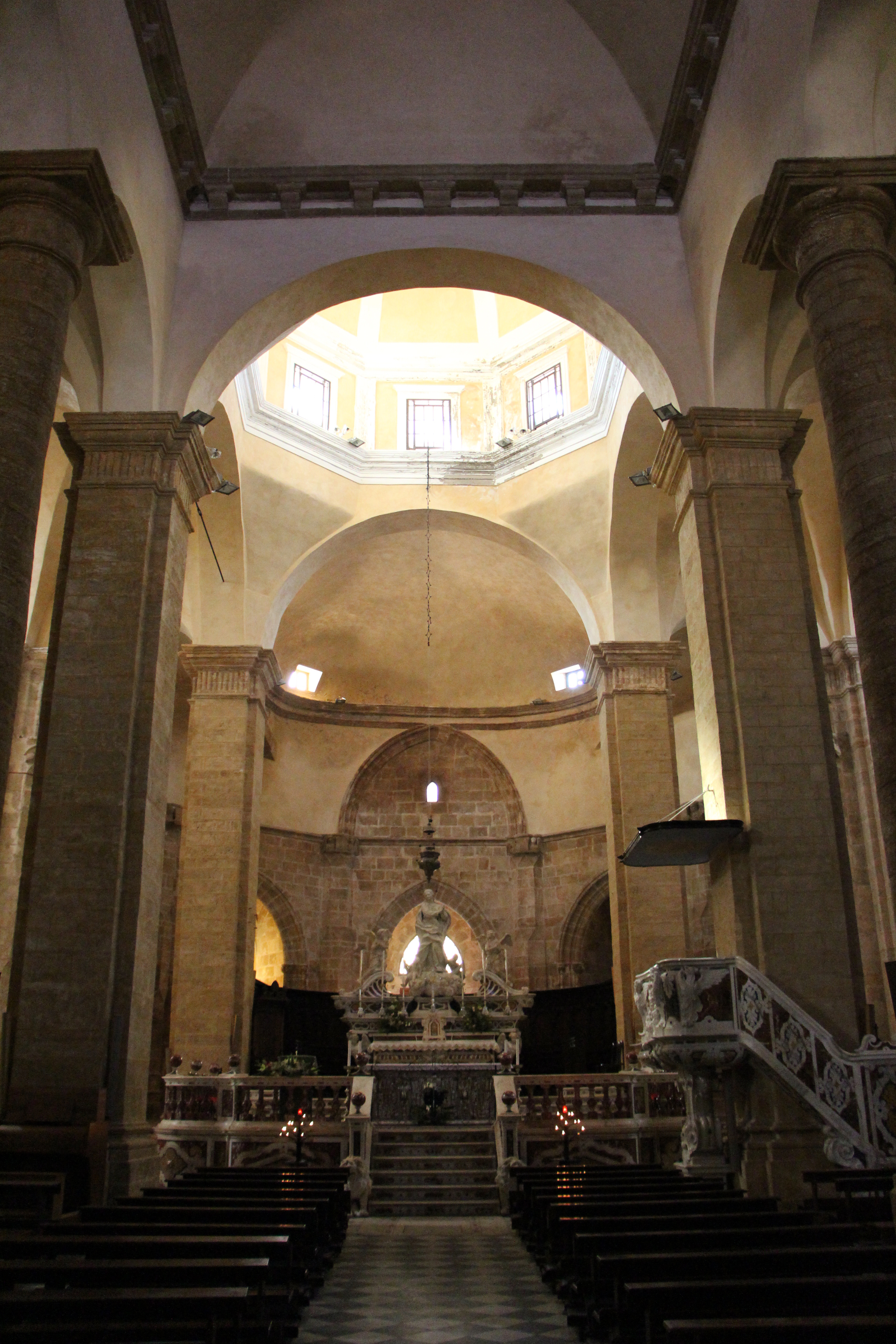
Interno

Lo spazio interno del tempio è a croce latina suddiviso in tre navate, separate tra loro da pilastri e colonne di gusto classico. Ha uno stile tardo rinascimentale come dimostra la volta a botte leggermente ribassata impostata su un cornicione sorretto da grandi mensole classicistiche e segnata da sottarchi che dividono lo spazio sottostante in campate. Il minimo scarto dei bracci ortogonali conferisce all'impianto longitudinale una centralità di stampo rinascimentale, evidenziata dall'accentuato sviluppo in altezza.
Nelle navate laterali si aprono sei cappelle, tre per lato, tutte ornate da interessanti opere d'arte. Notevoli soprattutto le prime cappelle di ciascuna navata, più grandi delle successive e coperte da cupole che gravano su alti pilastri alternati a colonne doriche in arenaria, in cui si trovano due imponenti altari ottocenteschi in stile neoclassico; di particolare rilievo la prima cappella a destra, dedicata al Santissimo Sacramento, con un imponente altare consacrato nel 1824, scolpito nel marmo e decorato al centro con un tempietto circolare che ricorda il tempio di Vesta a Roma.
Altre cappelle si aprono sul transetto coperto a padiglione, che ospita anche il mausoleo marmoreo, in stile neoclassico, di Maurizio Giuseppe di Savoia (1762-1799), duca del Monferrato, scolpito agli inizi del XIX secolo da Felice Festa su committenza di Carlo Felice di Savoia, fratello del duca.
Nel punto in cui la navata centrale incrocia il transetto si innalza la seicentesca cupola ottagonale, costruita su un alto tamburo finestrato, al di sotto della quale si trova il presbiterio. L'area presbiterale, sopra il pavimento dell'aula di qualche gradino, è cinta da una balaustra, realizzata in marmi intarsiati dal genovese Giuseppe Massetti nel 1727. Lo stesso artista realizzò anche l'altare maggiore, col gruppo scultoreo raffigurante l'Immacolata tra angeli, e l'elegante pulpito. Ai lati della scala di accesso al presbiterio fanno la guardia due leoni marmorei, secondo il modello del Duomo di Cagliari, ripreso poi in varie chiese dell'Isola.
Dietro il coro ligneo, nell'abside poligonale, si aprono cinque cappelle radiali in stile gotico, unite fra loro a formare un deambulatorio. Delle cinque cappelle radiali, l'ultima a sin, ultima costruita per l'ispirazione rinascimentale dei peducci, presenta pianta rettangolare e volta a crociera senza nervature. Nelle cappelle vi sono pregevoli altari lignei, opera di abili artigiani locali ed altri in marmo, fra i quali spicca quello del SS Sacramento, realizzato in prezioso marmo di Carrara su commissione del vescovo Pietro Bianco di Sassari.

### Organo a canne

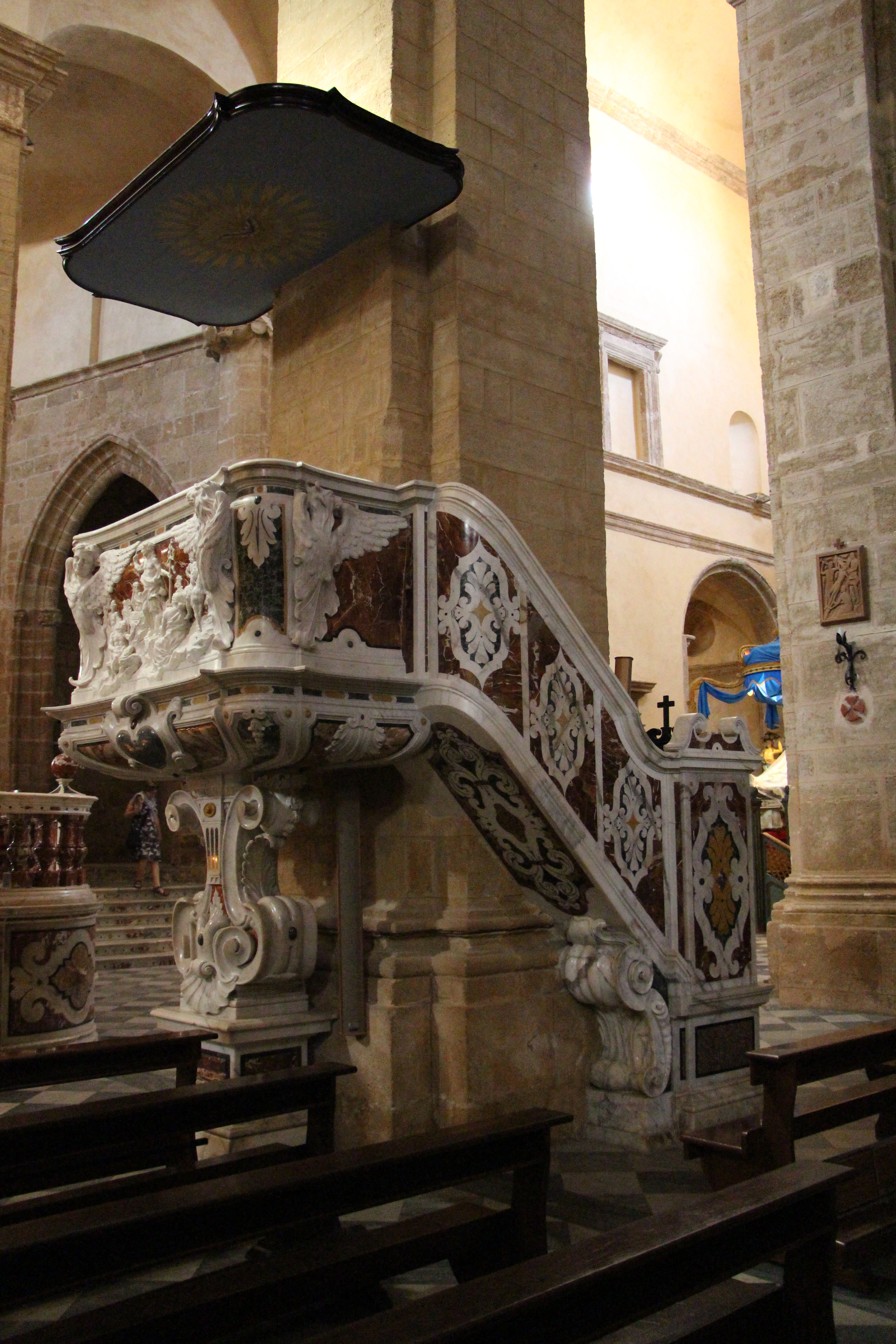
Il pulpito

Sulla cantoria in controfacciata si trova l'organo a canne Mascioni opus 477, costruito nel 1935. A trasmissione pneumatica, ha due tastiere di 58 note ciascuna ed una pedaliera concavo-radiale di 30.

## Galleria d'immagini

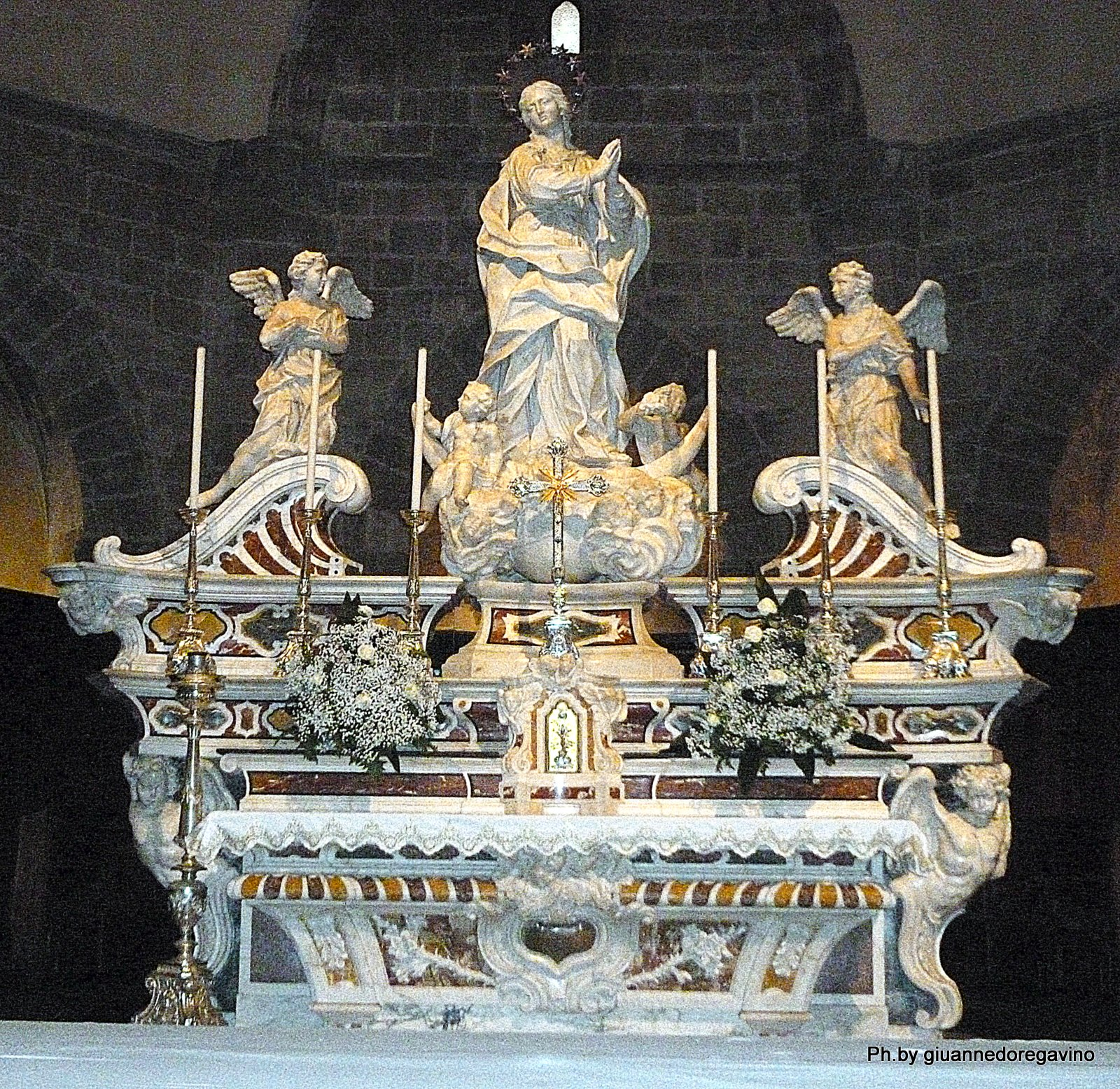
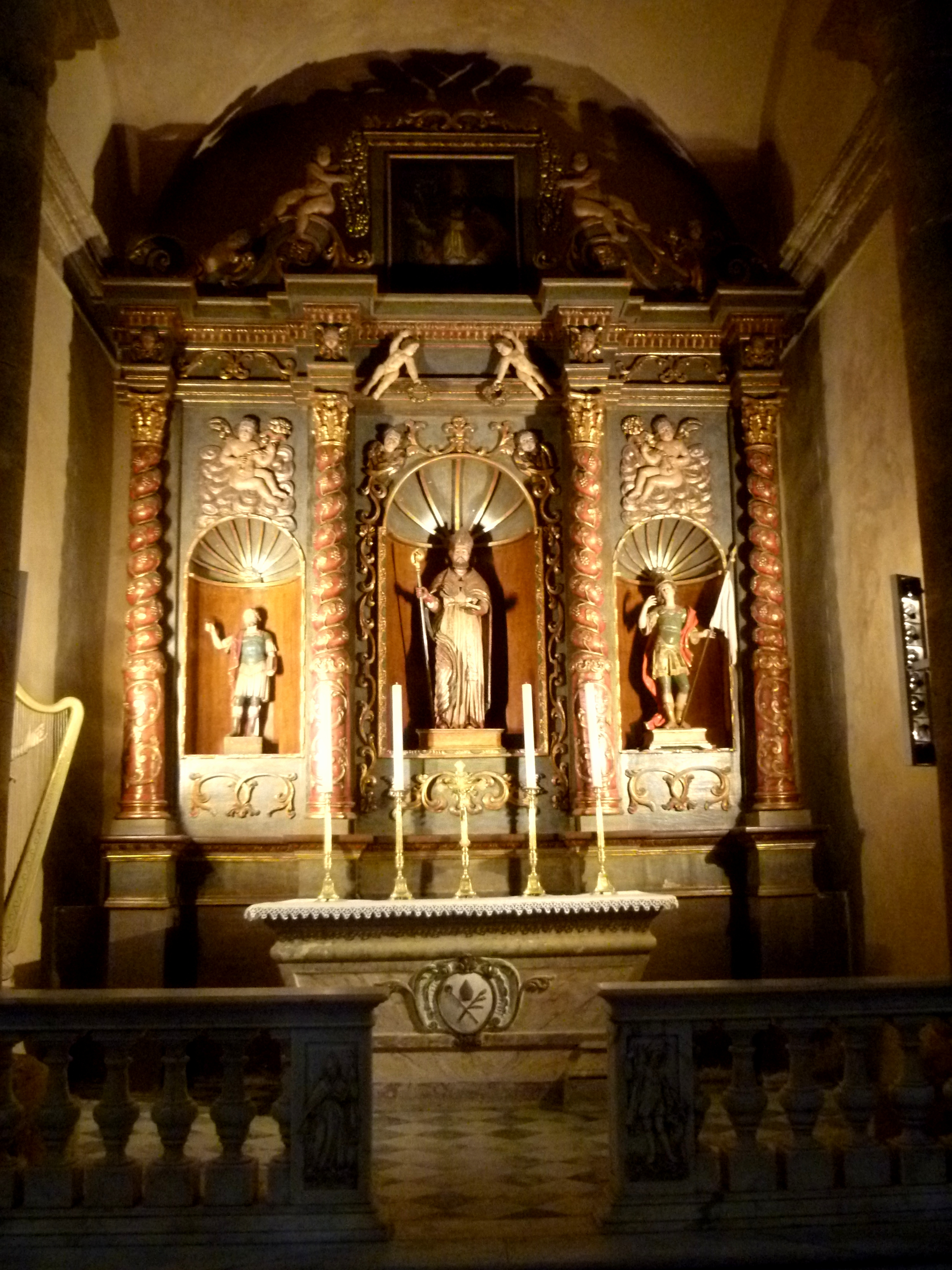
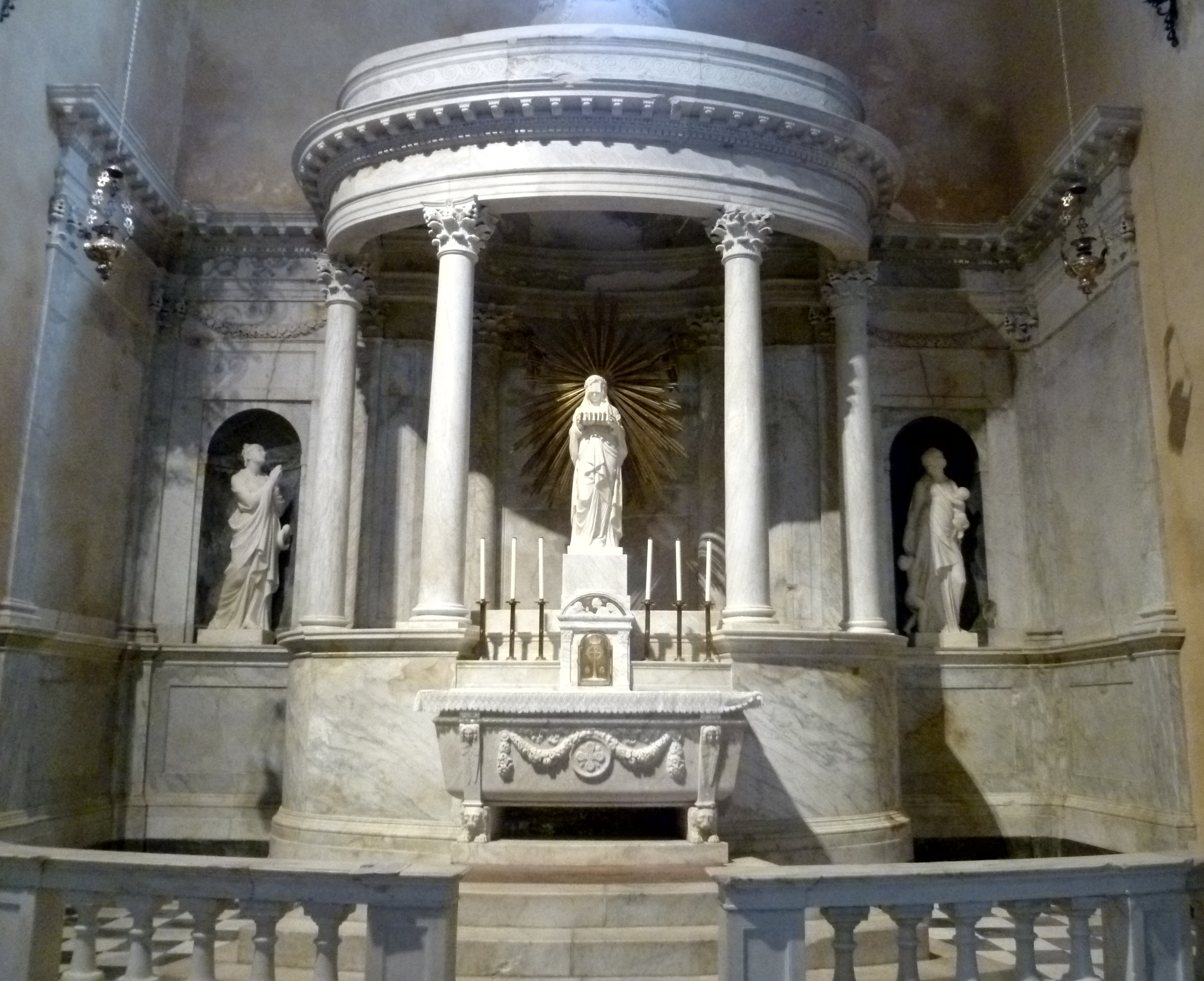
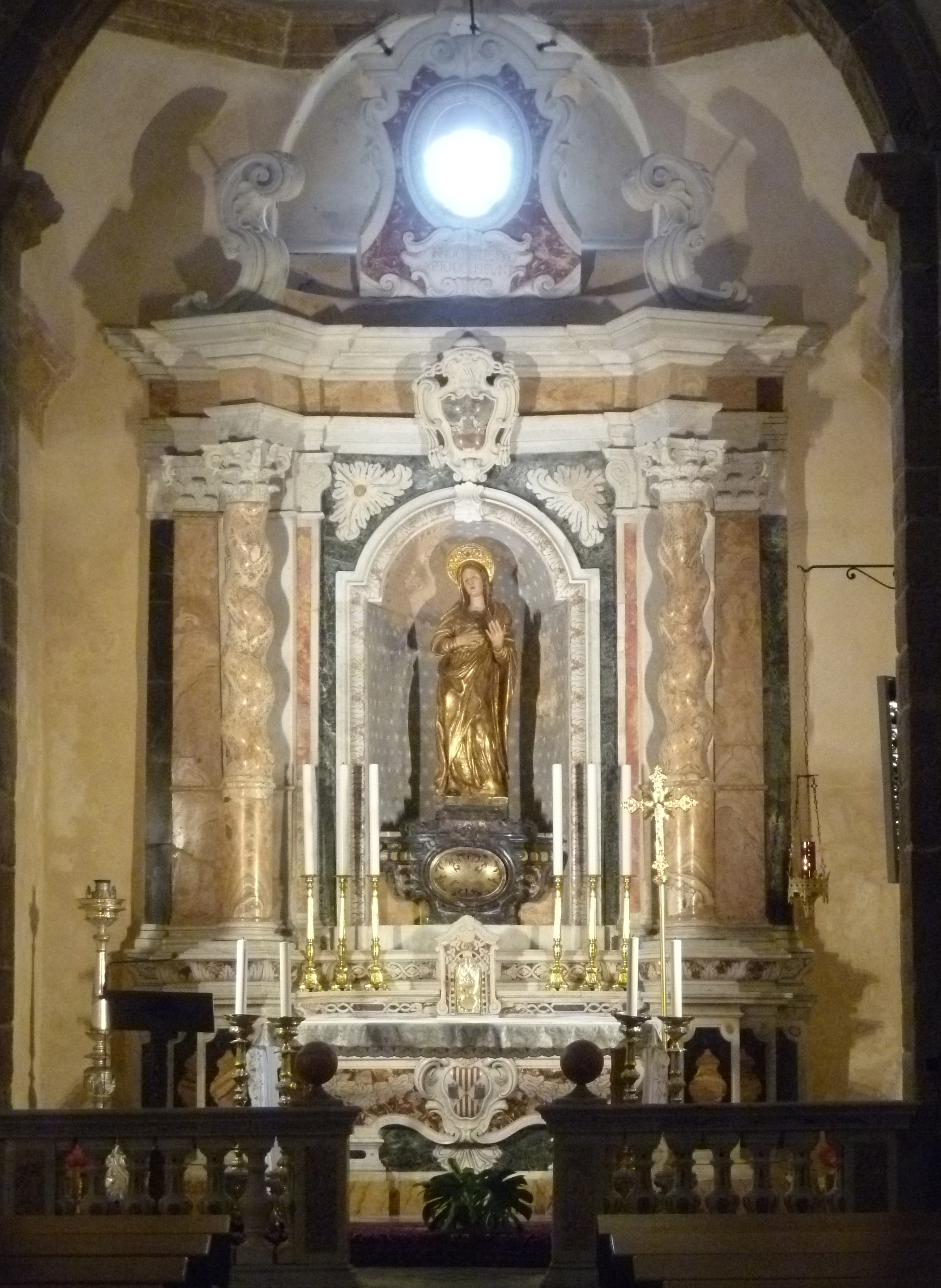